# Calescalain
Galessin
Galeschin, Galeshin, Galessin ou encore Calescalain dans le Lancelot-Graal, est un chevalier légendaire de la Table Ronde, bien qu'il ne fasse pas partie des douze seigneurs d'Arthur Pendragon.
C'est une figure semi-légendaire, car il se peut qu'il ait existé, mais rien n'est prouvé.

## Biographie

### Enfance
D'après le récit Lancelot, en prose, extrait du Lancelot-Graal, un roman anonyme du XIIIe siècle, Galeschin serait le fils du roi d'Escavalon (sûremment demi-frère d'Arthur), contrée où il aurait vécu durant son enfance, entouré de ses cousins Gauvain, Agravain, Gaheris et Gareth, et de sa cousine, la Dame de la Blanche Tour. D'après d'autres écrits un peu plus récents, il serait le fils de Nantes de Garlot. Ce serait donc bel et bien le neveu du roi Arthur, car ce dernier est demi-frère de Nantres de Garlot du côté d'Uther Pendragon ou Ygraine.

### Mariage
D'après Lancelot-Graal, Galeschin se serait marié avec une dame du côté de Logres, si bien qu'il en aurait oublié sa cousine. Il l'a cru morte durant longtemps.

### Chevalier
Il se fit chevalier errant avant d'entrer au service du roi Arthur. Lors de la bataille de Clarence, il se fait remarquer - et -, pour sa bravoure, il est nommé duc de Clarence. C'est un léger anachronisme toutefois, car le duché de Clarence n'a été créé qu'en 1362, et sûrement pas par Galeschin.

### Quêtes
Galeschin est célèbre pour son rôle crucial durant la quête du Val sans retour.
En effet, lors d'une assemblée du roi Arthur et de ses barons à Londres, Gauvain se fit enlever par le déloyal chevalier Caradoc. Sans rien dire au roi et à sa cour, Lancelot du Lac, Yvain accompagnés de Calescalain s'en allèrent porter secours à Gauvain. Au bout d'un moment, tel des chevaliers errants, ils se séparèrent. C'est là que Calescalain chemina longtemps, puis fut hébergé dans un manoir. Là-bas, on l'accueillit fort bien jusqu'à ce que l'on lui présente son hôte : la Dame de la Blanche Tour, qui s'avéra être sa cousine qu'il croyait morte. Elle lui indiqua le chemin pour aller à la Douloureuse Tour (le château de Caradoc), mais elle lui avertit qu'il ne pourrait pas y aller sans franchir le Val sans retour, à moins de faire un détour. Poussé par l'honneur bien spécifique des chevaliers arthuriens, il lui dit qu'il ne renoncerait pas à la gloire de réchapper à ce val. Comprenant qu'elle n'allait pas le faire changer d'avis, elle lui renseigna notamment qu'il pourrait être aidé d'une femme enlevée par Caradoc, tant il l'aimait, quand il serait à l'intérieur du château. Malheureusement, Calescalain ne put continuer sa route car il fut "absorbé" par le Val sans retour. C'est là qu'il rencontra tous les chevaliers enfermés dans ce val par Morgane. Il fut rejoint par Yvain qui connût le même sort. Il fallût attendre l'arrivée de Lancelot pour les délivrer tous, car l'on est enfermé dans le val que si l'on a déjà trompé - même en pensée - sa promise, ce que le prudhomme[Quoi ?] Lancelot ne fit jamais avec Guenièvre.
Arrivés à la Douloureuse Tour, Yvain et Calescalain devaient affronter dix chevaliers chacun s'ils voulaient rentrer. Par honneur, Yvain choisit de les affronter, mais Calescalain, plus prudent depuis son échec dans le Val sans retour, décida de s'en aller voir l'amie de sa cousine. Sur le chemin, il fut capturé et jeté en prison, là où il trouva Yvain… Tous deux furent sauvés par Lancelot et les hommes du roi Arthur, après une bataille contre les forces de Caradoc Freichfras. Ce dernier fut tué par le chevalier de la charrette en personne.

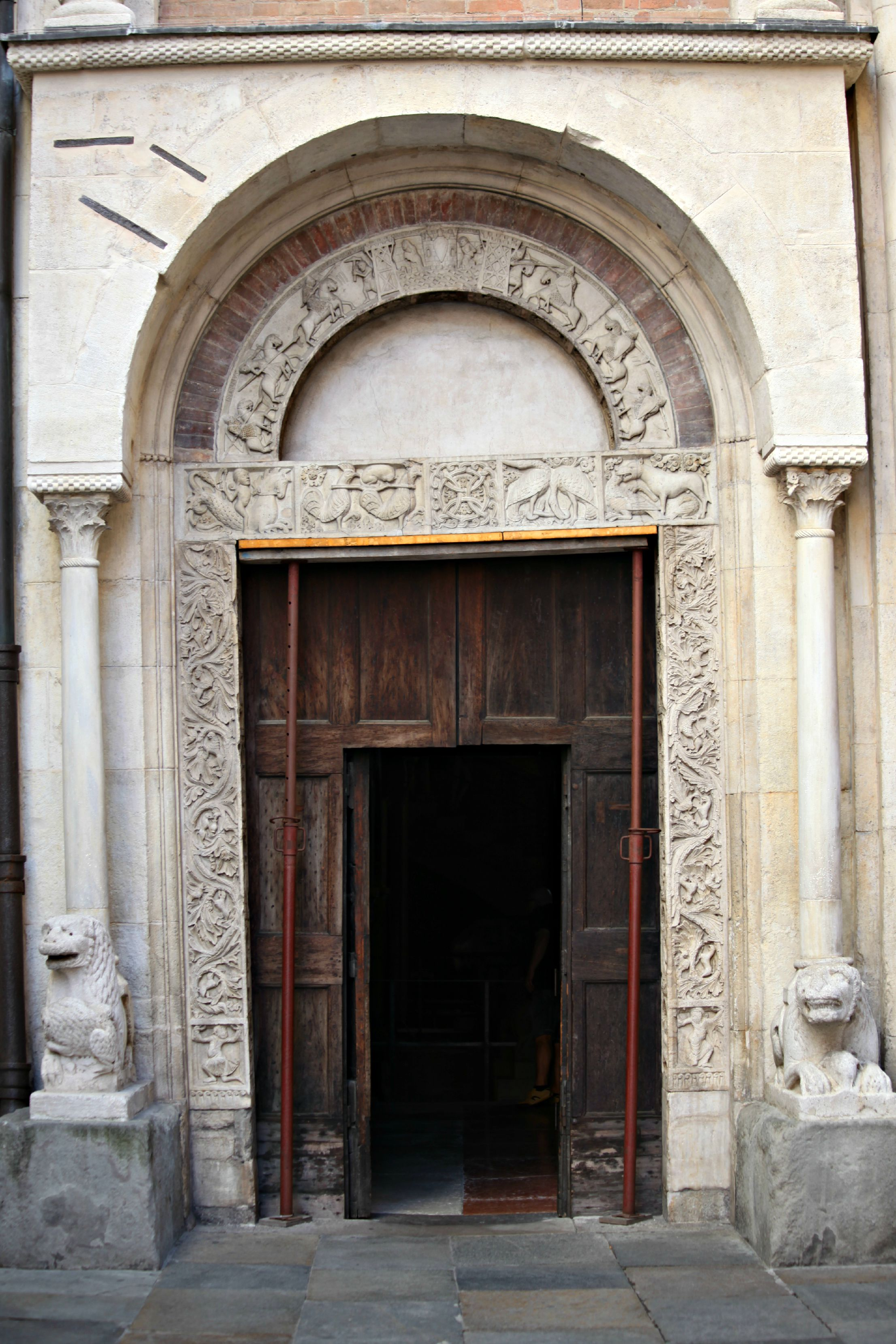
La porte de la Poissonnerie où sont représentés de nombreux chevaliers de la Table Ronde

Bien qu'il soit membre de la Table Ronde, Galeschin ne s'illustra jamais lors de grandes quêtes, telle celle du Graal.

## Origine du nom
D'après le clerc Roger Sherman Loomis, le nom viendrais du mot latin Galvariun, nom gravé sur la Porta della Pescheria (porte de la Poissonnerie) de la Cathédrale de Modène. Il stipule aussi que le nom a été modifié pour le faire ressembler davantage à Galesche, le vieux mot français pour la Gaule, et dérive le nom Galvariun de l'épithète Gwallt Euryn, trouvée dans le conte "Culhwch et Olwen" , qu'il traduit par "cheveux d'or".

## Calescalain dans les œuvres culturelles hors littérature
À la télévision, dans la série Kaamelott, Galessin est un personnage secondaire mais récurrent (il apparaît dans cinquante-deux épisodes répartis sur les six saisons). Joué par Alexis Hénon, il est un personnage comique de par ses sarcasmes. On pourrait remarquer que Galessin est souvent confondu (au niveau du caractère) à Keu, le sénéchal du roi Arthur.